# حديبة ذقنية
ينقسم الارتفاق الذقني تحت البارزة المثلثة ويحيط بالناشزة الذقنية وقاعدتها في المركز لكنها ترتفع عند كلا الجانبين مشكّلةً الحديبة الذقنية (بالإنجليزية: Mental tubercle)‏. تسمّى الدرنتان الذقنيتان مع الناشزة الذقنية معاً بالمثلث الذقني (Mental trigon).

## وصلات خارجية
- Diagram at face-and-emotion.com (Item #1)